# حي هامبيرستون و هامليتون
هامبيرستون وهاملتون هي دائرة انتخابية ومنطقة  ادارية في مدينة ليستر في إنجلترا. وتضم  الضواحي الشمالية الشرقية لمدينة ليستر وهي هامبيرستون وهامبيرستون قاردن ستي وهاملتون ونيذرهول

## جغرافياً
يحد هامبيرستون وهاملتون من الشمال راشي ميد ومن الشرق تشارنود ومن الجنوب كولمان وثيرنكورت. وهي تمثل حدود مقاطعة ليستر وتحديدا حي شارنوود في الشمال ومنطقة هاربورو في الشرق
الحي يضم ضاحية هامبيرستون في الغرب ونيذرهول في الجنوب وهاملتون في الشمال والذي يجعل من هاملتون ابعد ضاحية في الجهة شمالية شرقية من ليستر

## تاريخاً
أخذ الحي اسمه من الحجر الذي يقع بجوار  القرية التاريخية هامبيرستون والعقارات السكنية الحديثة.  أول اسم تم توثيقه باسم هامبيرستون في كتاب يوم القيامة عام 1086 تحت هاميرستان ويعني حجر هانبورث. حجر هامبرستون هو عبارة عن حجر من الجرانيت مجهول المصدر ولازال في مكانه منذ العصر الجليدي على الارجح. وكان ظاهر للعيان حتى عام 1750 حتى تم دفنه من قبل مزارع لكن في الثمانينات تم كشف جزء منها للعامة. تم تسوير المنطقة المحيطة بالحجر عند إنشاء الطريق الدائري الشمالي ل ليستر ووضعت لافتة توضح موقع الحجر وتاريخه
سميت هاملتون نسبة إلى قرية مهجورة من القرون الوسطى تابعة ل ابرشية باركبي ثورب المدنية وتقع خارج حدود مدينة ليستر وقد اعيد احياء الاسم نظرا للتطوير والمشاريع الجديدة اتي حدثت محاذاة الطريق أ 563 شرق منطقة رشي ميد

### فترة العصور الوسطى وما بعدها
سكن الناس قرية هامليتون منذ قرون عديدة. الجدار المحيط بكنيسة سانت ماري المحلية جزء منه هو الجدار الذي تم بنائه قديما ومصنوع من الطوب. كما يوجد هناك أيضا كوخ من القش يعود تاريخه إلى نفس الفترة الزمنية. يعود أقدم جزء من الكنيسة إلى القرون الوسطى وهو البرج وجدران المذبح. يرجع تاريخ نوافذ الكنيسة إلى القرن التاسع عشر. تم إعادة بناء باقي الكنيسة في 1857م حيث صممت من قبل رافائيل براندون. استخدم حجر المرمر المحلي ل تيجان الاعمدة المنحوتة في صحن الكنيسة. كما يوجد صورة لفارس نحتت على بلاطة داخل الكنيسة حيث يوجد اسفلها قبر ريتشارد هوتوفت المتوفي عام 1451.
بنيت معظم منازل هامبرستون في عشرينيات القرن الماضي على أرض كانت سابقا تعود ملكيتها إلى هامبرستون هول. ويدل على ذلك وجود اشجار يصل عمرها إلى قرن من الزمان في هذا المكان
انضمت هامبرستون إلى مدينة ليستر عام 1935. وقد بيعت عدد من الحدائق الخاصة فيها إلى مطوري العقارات وكان ذلك في أواخر الثمانينيات وأوائل التسعينيات من القرن الماضي، وبسبب انهيار سوق العقارات والمعارضة المحلية من قبل السكان اهملت الأرض وانتقلت بسبب ذلك إلى المجلس البلدي وحولت إلى حديقة عامة.

### تطوير حديقة هامبرستون
استمد تطوير حدائق هامبرستون من مبادئ حركة جاردن سيتي. والتي كانت سبب وراء تعديل اساسيات حدائق المدن لتسمح بالاستخدام السكني فقط ولايسمح فيها الاستخدام التجاري والصناعي حيثتم بناؤها في اطراف المدن، في المناطق الريفية مثل هامبرستون.
انشئت ضاحية هامبيرستون جمعية تعاونية عمالية اسكانية وتعد الوحيدة في هذا المجال حيث انشئت جمعية تعاونية اسكانية  تحت اسم انكور تينت في عام 1887 من قبل تعاونية العمال التابعة لجمعية - الاحذية والصنادل التعاونية التي كانت تختص ب صناعة الاحذية والصنادل في شارع أسفوردبي، بمدينة ليستر. قامت هذه الجمعية الاسكانية ببناء عقار سكني لاعضائها وتم اسكانهم بحلول عام 1908 حيث  منح موظفي انكور المنازل من قبل الجمعية مقابل ايجار وذلك لتغطية صيانة الممتلكات. صمم المنازل جورج هيرن وكان تصميمه على نمط الكوخ الخشبي بسعة 7 إلى 8 منازل لكل فدان من الأرض.وقد تكونت الضاحية من  هذه المنازل  المبنية وتقع على عدة شوارع شارع ليلاك، طريق لابورنوم، وشارع فيرن رايز، وشارع تشيستنت وجزء من شارع كيهام لين وكان السبب وراء اختيار هذه الأسماء من الشوارع الجديدة والتي تحمل أسماء ازهار واعشاب والوان للتأكيد على طبيعة الحديقة الخاصة بالمشروع.

## التركيبة السكانية
بلغ عدد سكان هامبيرستون وهاملتون 11893 وذلك في تعداد 2001 . ويمثل كبار السن شريحة كبيرة منهم بالإضافة إلى ان النسبة الأكبر كانت اعمارهم تتراوح بين سن ال 30 و 59 عاما.وكان الاسيوين في هامبيرستون وهاملتون يمثلون اقلية تصل إلى 19% مقارنة مع الاغلبية من السكان البريطانين البيض والتي تصل نسبتهم إلى 73% إذا ماتم مقارنتهم باجزاء ليستر الأخرى. وفي تعداد 2011 بلغ نسبة البريطانين البيض 43.8% والاسيوين 40.1% اما السود وصلت نسبتهم إلى 4.4%

## المرافق والتسهيلات
كان لقرية هامبرستون حانتان وذلك في منتصف الثمانينيات من القرن الماضي، وهما حانة هامبرستون والتي لا تزال موجوده والتي حلت محل حانة البلاو أو المحراث في 1960و كانت أقرب إلى الطريق العام و حانة الطاحونة الهوائيةالتي ظلت مهجورة حتى أواخر التسعينيات عندما تم هدمها. تعد القرية أيضًا موطن لنادي فريق هامبرستون الملكي البريطاني ونادي هامبرستون الدستوري القديم.
كانت المكتبة العامة موجودة في الشارع المسمى بالشارع الرئيسي - مبنى صغير على الجانب الأيسر من الشارع المؤدي إلى أسفل التل والمبنى يشبه كنيسة صغيرة. وقدتم استبدالها بمكتبة عامة تقع بجوار المدرسة، وبعد ذلك تم نقلها إلى موقف السيارات لمتجر تيسكو هاملتون الكبير في 2005 .
يوجد في هامبرستون نادي لالعاب الكرة ونادي كرة قدم للشباب، ونادي هامبرستون رينجرز. وكان يوجد نادي تنس في القرية حتى منتصف العقد الأول من القرن الحالي حيث تم هدمه وحلت محله بيوت سكنية. اما نادي الجولف المحلي ونادي هامبرستون هايتس، وهو أحد الاندية القليلة التي يديرها المجلس في المدينة يحتوي على بولينج أخضر وملعب كريكيت وممر للعبة البولنج وملعب لكرة القدم وملاعب تنس ووصلات غولف. الا ان هذه المرافق لم تعد موجودة الآن فيما عدى العقارات السكنية حولها التي بقيت على حالها.

## التعليم
يوجد في هامبيرستون حضانة هامبرستون وابتدائية هامبيرستون بجوار بعضها البعض. وتحولت المدرسة الابتدائية إلى اكاديمية هامبرستون الابتدائية في عام 2012. بالإضافة إلى مدرسة الصقور الابتدائية وهي مدرسة تابعة للسيخ وافتتحت عام 2014.
توجد مدرستان ابتدائيتان في هاميلتون.وهما مدرسة كريستل فيلد الابتدائية، التي افتتحت في أوائل التسعينيات، ومدرسة هوب هامليتون التابعة ل كنيسة إنجلترا
اما بالنسبة ل المرحلة المتوسطة يوجد مدرسة أورشارد ميد لتعليم الأطفال بين سن ال 11 وال 16 عاما وكما توجد مدرسة كيهام لودج وهي مدرسة للبنين من 11 إلى 16 عامًا لمن يعانون من صعوبات التعلم والمشاكل السلوكية. كما افتتح مؤخرا مبنى كلية قاتوي كولج مقابل متجر تيسكو، وتم بناء جسر للمشاة عبر الطريق الدائري الخارجي بين الكلية ومتجر تيسكو.

## المواصلات
يخدم هامبيرستون وهاملتون عدد من شركات الحافلات وهي شركة الباصات فيرست ليستر باص رقم 21 أ وباص 38 و38 أ وشركة باص أريفا باص رقم 53و 53أ وشركة باص سنتر بص باص رقم 40 و 747 وباص مستشفى ليستر الجامعي.
كانت ل هامبرستون محطة قطار تابعة ل سبير للسكك الحديدية الشمالية العظمى، تحت اسم محطة سكة حديد هامبرستون.و كان هذا على طريق ابينقهام إلى الغرب من القرية القديمة. وإلى الغرب كان هناك أيضا محطة سكة حديد طريق هامبرستون وكانت تقع على خط الميدلاند الرئيسي.

## سياساً
تعد هامبرستون وهاملتون جزء من الدائرة الانتخابية ل شرق ليستر وتعد معقل من معاقل حزب العمال.